# Toulouser Gans

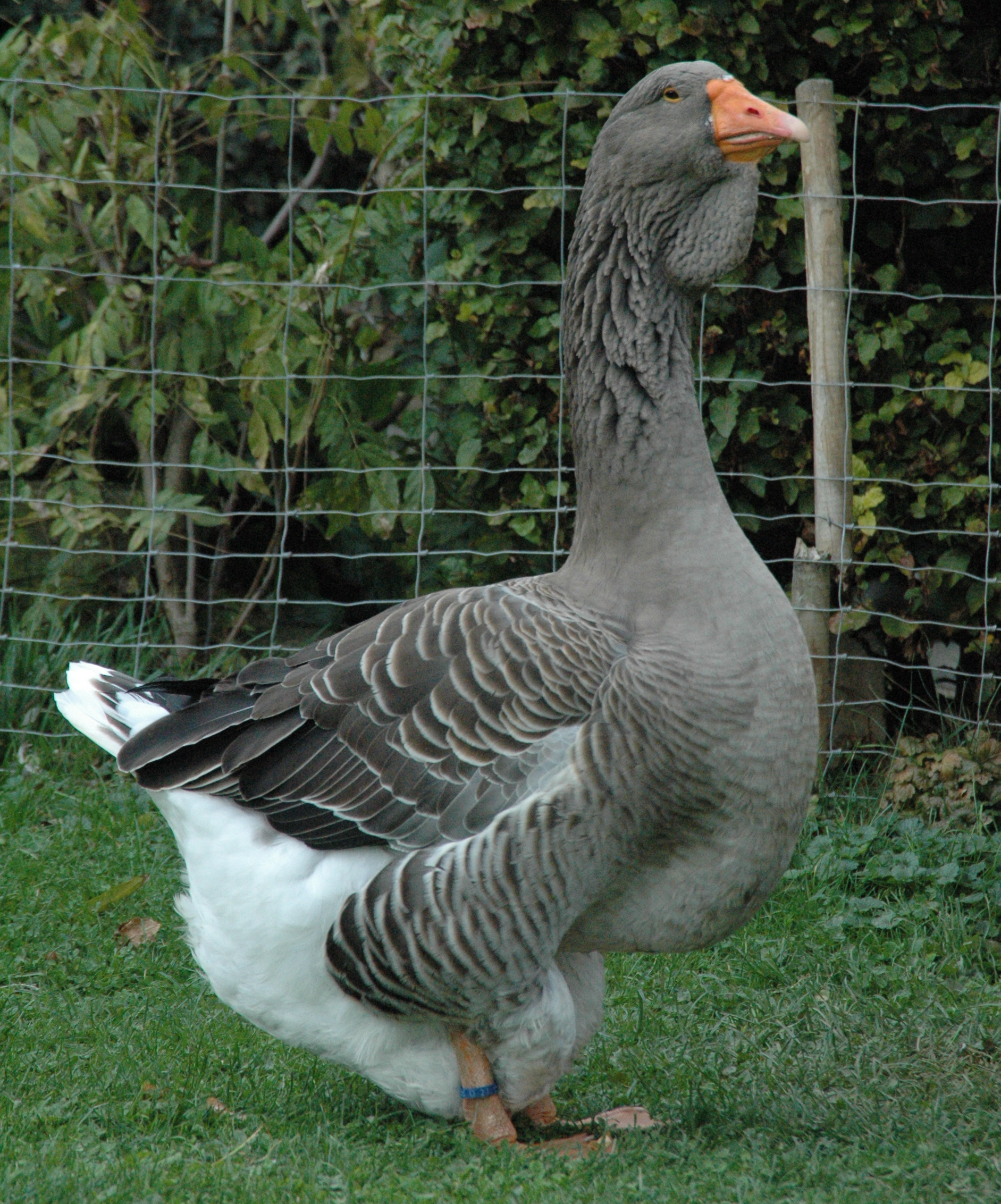
Toulouser Gans

Toulouser Gänse wurden in Frankreich als reine Nutztiere gezüchtet. Die Leber ist größer als bei anderen Rassen und wird für die Herstellung von Gänseleberpastete verwendet. Mit ihrem massigen Körper sind die Toulouser die schwerste ausländische Gänserasse. Sie sind von ruhigem Wesen und äußerst zutraulich.

## Herkunft
Diese Gänse stammen aus der Gegend um Toulouse in Südfrankreich. In England wurden die Tiere, die in Frankreich bereits vor mehreren hundert Jahren lediglich zu Nutzzwecken gezüchtet wurden, rassisch veredelt und die heutigen Rasseattribute entstanden. Der Zuchtstand dieser Rasse hat in Deutschland ein sehr hohes Niveau.

## Gesamteindruck
Massige Körperform, kräftiger Hals, breiter, kurzer Kopf, bis auf die Erde reichende doppelte, hinten geschlossene Bauchwamme.

## Rassemerkmale
Der Rumpf dieser schweren Gänserasse ist verglichen mit anderen Rassen verhältnismäßig kurz, breit, und sehr massiv. Die Toulouser Gans besitzt ein ausgebildetes Hinterteil mit doppelter, tief herunterhängender Bauchwamme.
Der Kopf ist breit und hoch mit flacher Stirn und einer waagerecht getragenen, gut entwickelten Kehlwamme. Der Schnabel ist kurz, dick und nach der Spitze zu abwärts gebogen, orangefarbig mit blasser Bohne. Die Augen sind bei allen Exemplaren dunkelbraun mit einem schmalen orangefarbenen Ring um die Pupille. Der Hals ist mittellang, wird aufrecht getragen und ist breiter als bei anderen Gänserassen.
Der beinahe waagrecht getragene Rücken ist breit, gerade und geht in einen kurzen waagrecht getragenen Schwanz über. Die Toulouser Gans zeichnet sich durch eine volle, tief angesetzte Brust aus. Sie besitzt einen geraden Brustkiel. Die breiten, halblangen, hohen und dicht anliegenden Flügel dieser Rasse sind nicht in der Lage, diese schweren Tiere flugfähig zu machen. Die kurzen, kräftigen Schenkel sind vollständig in dem sehr reichen Seitengefieder verborgen. Die Läufe sind kräftig, kurz und orangefarben, wobei die Zehennägel dunkel gefärbt sind.
- Farbe: Grau. Wie bei der Graugans, möglichst satte, ins Schwarz oder Blau spielende Farbe mit feiner weißer Federsäumung. Schwanz grau mit weißen Rändern. Bauch und Steißgefieder weiß. Junge Tiere sind heller als alte und mehr braungrau.
- Gewicht: Ganter 9–10 kg, Gans 8–9 kg.
- Bruteier: 160 g Mindestgewicht.
- Schalenfarbe der Eier: weiß.